# Ishioka
Ishioka (jap. 石岡市 Ishioka-shi) – miasto w Japonii, w prefekturze Ibaraki, we wschodniej części wyspy Honsiu. Ma powierzchnię 215,53 km². W 2020 r. mieszkało w nim 73 160 osób, w 28 246 gospodarstwach domowych  (w 2010 r. 79 713 osób, w 27 086 gospodarstwach domowych).

## Położenie
Miasto leży w środkowej części prefektury nad jeziorem Kasumigaura. Leży w odległości około 90 km od Tokio. Graniczy z miastami:
- Tsuchiura
- Kasumigaura
- Tsukuba
- Kasama
- Sakuragawa
- Omitama

## Historia
1 kwietnia 1889 roku, wraz z wdrożeniem przepisów miejskich, powstała miejscowość Ishioka. 11 lutego 1954 roku Ishioka zdobyła prawa miasta (jako piąte w prefekturze). 1 października 2005 roku teren miasta powiększył się o sąsiadujące z nim miasteczko Yasato.

## Populacja
Zmiany w populacji terenu miasta w latach 1920–2020: